# Wenzel Markowský
 (août 2024).
Wenzel Markowský, né le 15 novembre 1789 à Prague et mort en octobre 1846 dans la même ville, est un peintre et lithographe. Il peint également des vitraux.

## Biographie
Wenzel Markowský naît le 15 novembre 1789 à Prague.
Il reçoit ses premières leçons de dessin et de peinture sous la direction de Ludwig Kohl, qui est alors maître de dessin à l'école secondaire normale de Malá Strana, à Prague. Plus tard, il fréquente l'Académie fondée par plusieurs amateurs d'art patriotiques, dont le premier directeur est à l'époque Josef Bergler. De plus, il peint de nombreux portraits et scènes de l'histoire nationale, habilement composés et exécutés avec application, qui contribuent à promouvoir sa réputation.
En 1820, il participe avec Antonín Machek, Joseph von Führich, Wenzel Manes et d'autres à l'ouvrage illustré : Geschichte der Čechen in Bildern, dont Wenzel Hanka fournit le texte à la fois en allemand et en tchèque pour les plus de soixante-dix feuilles.
Parmi ses tableaux, on trouve : La fondation de Prague ; - Les funérailles de Przemysl ; - La mort de sainte Ludmilla ; - Milada à Rome ; - Le couronnement du roi Wratislaw Ier ; - Le sermon des Hussites, et bien d'autres encore, et il en exécute plusieurs à l'huile. Son grand tableau riche en personnages : Les adieux de Charles IV et de Blanka aux cardinaux et aux grands de Rome, qu'il peint à la même époque, attire l'attention générale par son exécution réussie. On apprécie également : Žiska menace Prague ; - La mort de Žiska ; - Charles IV offre la liberté à quelques nobles de Liegnitz emprisonnés. Certains de ses tableaux sont également gravés sur cuivre, et ce par de bons maîtres, comme son saint Nepomuk de Döbler, le Sermon des Hussites de Drda, sont reproduits. En 1838, il est chargé, en tant que membre de l'Académie de Prague, de la restauration des curieuses images anciennes, peintes sur 136 panneaux de bois, qui se trouvent dans la chapelle de la Sainte-Croix sur le Karlstein, tâche dont il s'acquitte avec beaucoup d'habileté. Il fait également preuve d'un grand mérite en tant qu'enseignant. Au cours de ses dernières années, il peint beaucoup pour les églises. 
Wenzel Markowský meurt le 16 ou 26 octobre 1846 à Prague.